# اس-بان راین-نکار
اس-بان راین-نکار (انگلیسی: Rhine-Neckar S-Bahn) شبکه قطار شهری و حومه در منطقه راین-نکار است که شامل شهرهای مانهایم، هایدلبرگ و لودویگسهافن میشود.
این راه‌آهن که در سال ۲۰۰۳ تأسیس شده دارای ۹ خط، ۱۱۳ ایستگاه و ۴۳۷ کیلومتر طول است. 

## نگارخانه

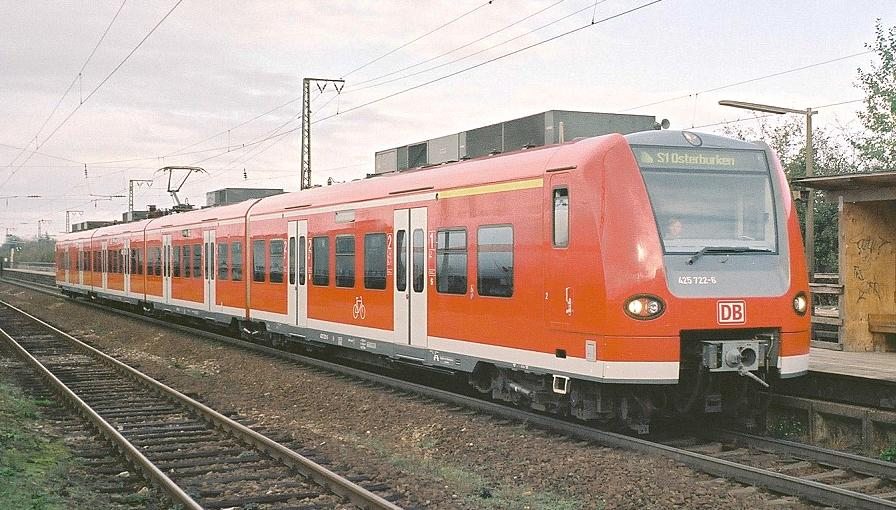
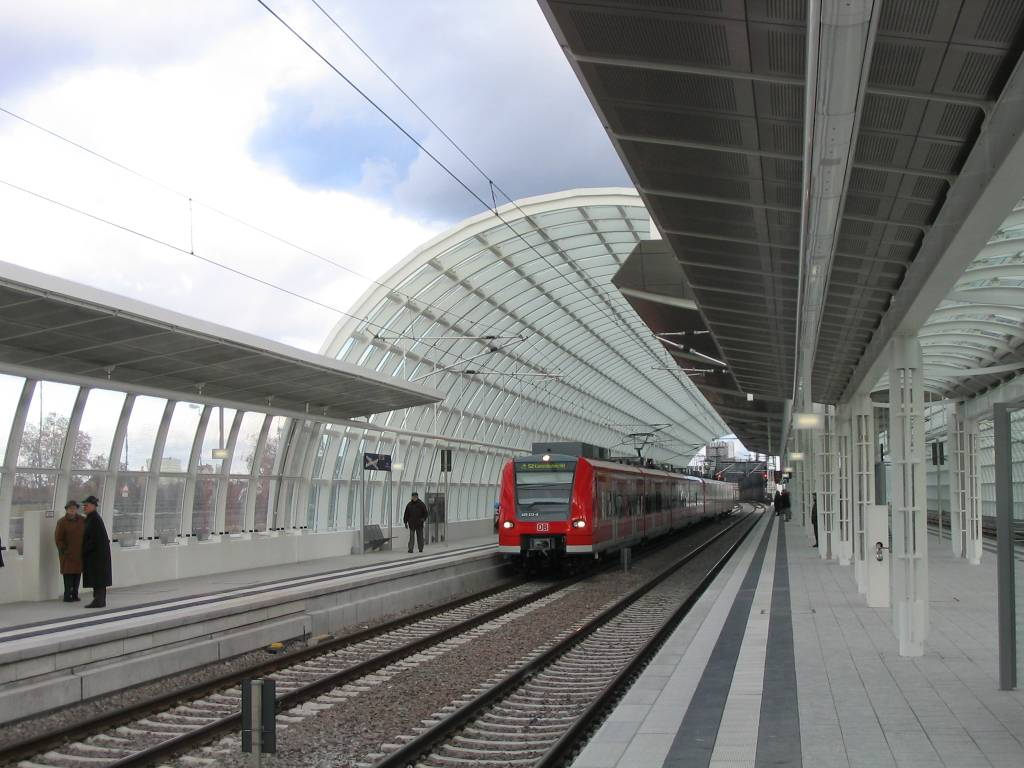
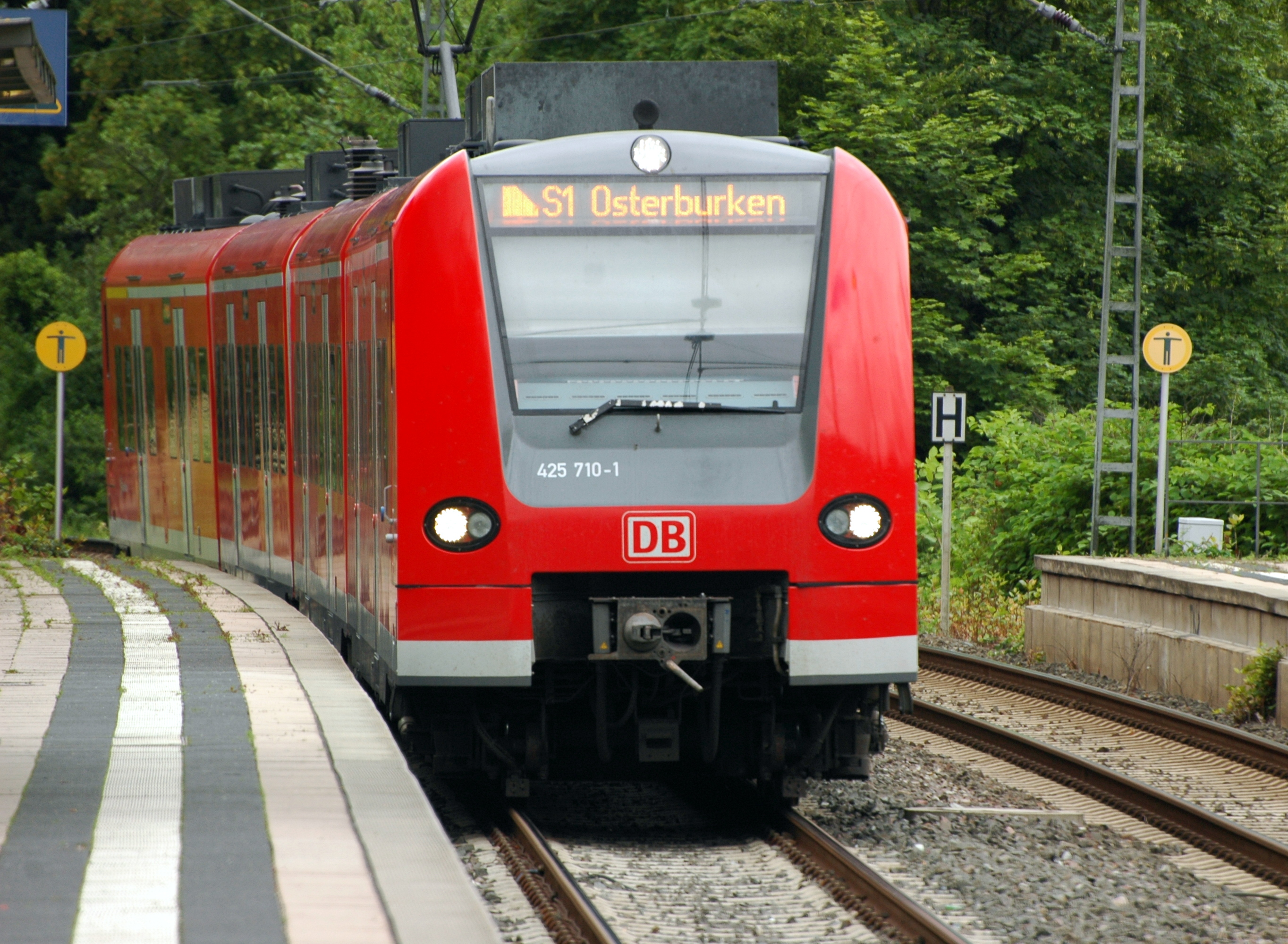
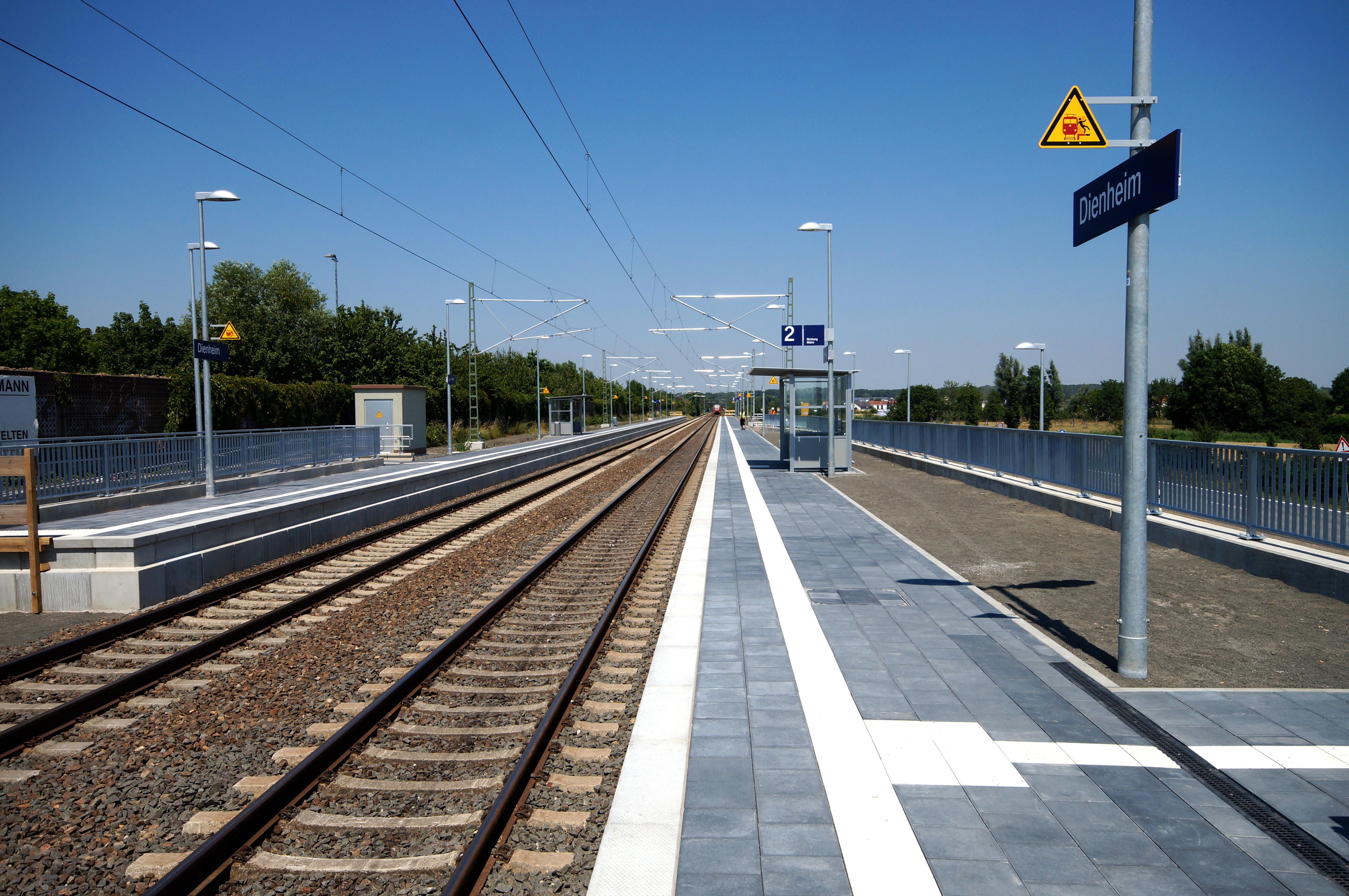